# Nicolepeira
Nicolepeira là một chi nhện trong họ Araneidae.